# Spondylurus sloanii
Spondylurus sloanii là một loài thằn lằn trong họ Scincidae. Loài này được Daudin mô tả khoa học đầu tiên năm 1803.